# 쿠루츠

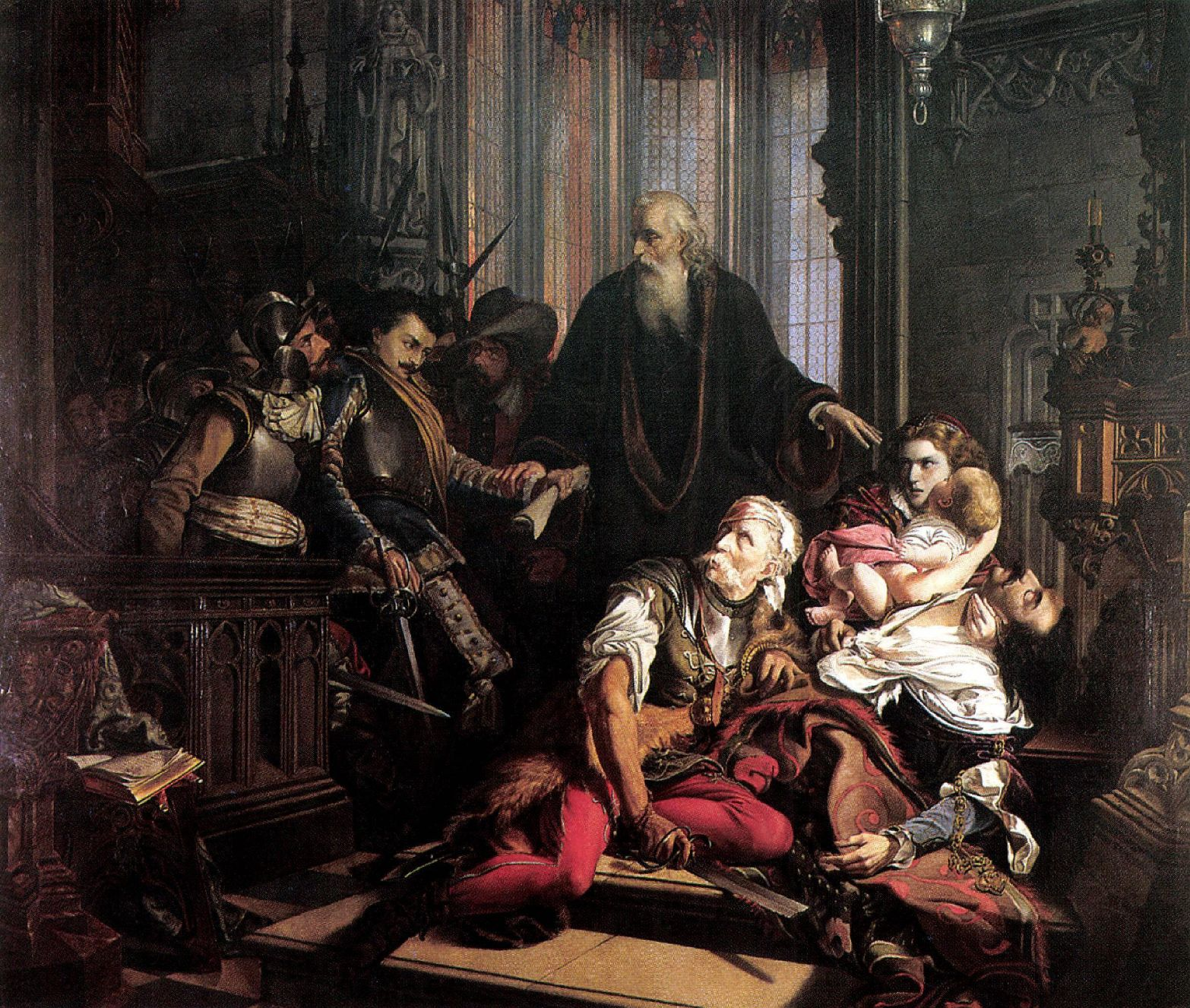
마다라스 비크토르의 "Kuruc and Labanc"

쿠루츠(헝가리어: Kuruc), 복수형 쿠루초크(Kurucok)는 1671년에서 1711년 사이 헝가리 왕국에서 합스부르크 왕조에 반대하는 무장 반군 집단이다.
시간이 지나면서 쿠루츠라는 용어는 엄격한 국가적 독립을 옹호하는 헝가리인을 지칭하게 되었고, 라반츠(Labanc)라는 용어는 외부 세력과의 협력을 옹호하는 헝가리인을 지칭하게 되었다.
쿠루츠라는 용어는 '애국적'을 뜻하는 긍정적 의미와 '쇼비니즘'을 뜻하는 부정적 의미로 모두 사용되고 있다.
라반츠라는 용어는 거의 부정적인 의미로 사용되어 "불충한" 또는 "반역적인"을 의미한다. 이 용어는 원래 헝가리에 주둔한 합스부르크 군대, 주로 오스트리아 제국군을 지칭했다.
쿠루츠는 대부분 헝가리의 가난한 하층 귀족과 농노, 헝가리 개신교 농민, 슬라브족으로 구성되었다. 그들은 합스부르크 제국군에게 패배하기 전에 트란실바니아에서 일어난 여러 봉기를 통해 헝가리의 광대한 지역을 정복했었다.